# جون ريتشي (لاعب كرة قدم بريطاني)
جون ريتشي (بالإنجليزية: John Ritchie)‏ هو لاعب كرة قدم بريطاني في مركز حراسة المرمى، ولد في 12 يونيو 1947 في Auchterderran ‏ في المملكة المتحدة، وتوفي في 2018. لعب مع برادفورد سيتي ودندي يونايتد ونادي بريتشين سيتي ونادي كاودينبيث.